# ميخائيل فاريل (مؤرخ)
ميخائيل فاريل (بالإنجليزية: Michael Farrell)‏ هو مؤرخ بريطاني، ولد في 1944.